# Faith No More
Faith No More je americká rocková skupina ze San Francisca v Kalifornii, založená v roce 1979. Před zářím 1983 skupina vystupovala pod názvy Sharp Young Men a později Faith No Man. Basák Billy Gould, klávesista/rytmický kytarista Roddy Bottum a bubeník Mike Bordin jsou nejdéle působícími členy kapely, kteří v ní hrají od založení. Skupina v raných létech prošla několika změnami v sestavě a později i některými většími změnami. Sestavu Faith No More tvoří Gould, Bordin, Bottum, hlavní kytarista Jon Hudson a zpěvák/textař Mike Patton.
Po vydání šesti studiových alb, včetně nejprodávanějších desek The Real Thing (1989) a Angel Dust (1992), Faith No More oficiálně oznámili svůj rozpad dne 20. dubna 1998. Kapela se od té doby znovu dala dohromady a mezi lety 2009 a 2010 se vydala na The Second Coming Tour. V květnu 2015 vydala sedmé studiové album Sol Invictus. Po turné Sol Invictus si Faith No More opět dali pauzu. V listopadu 2019 kapela oznámila, že se znovu spojí, aby se v roce 2020 vydala na britské a evropské turné, ale kvůli pandemii Covid-19 bylo turné odloženo. Mělo být znovu zahájeno krátkým turné po USA v září 2021, po němž následovaly dříve odložené termíny ve Velké Británii a Evropě v červnu 2022, ale všechna data turné byla zrušena z důvodu Pattonova duševního zdraví.

## Historie

### Raná léta (1979–1984)

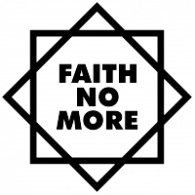
Klasické logo kapely, použité na debutu We Care a Lot z roku 1985. Původně ho navrhl baskytarista Billy Gould jako poctu Symbolu chaosu.[11].

Genezí pro Faith No More byla skupina Sharp Young Men, kterou v roce 1979 založili zpěvák Mike Morris a klávesista Wade Worthington. Poté se přidali bubeník Mike Bordin a baskytarista Billy Gould. Morris nazval toto jméno "pochcáním všech 'elegantních' skupiny té doby". Později navrhl název Faith In No Man, ale nakonec se kapela ustálila na Bordinově návrhu, Faith No Man (stylizované jako Faith. No Man). Skupina nahrála skladbu „Quiet in Heaven/Song of Liberty“, která vyšla v roce 1983. Písně byly nahrány v garáži rodičů Matta Wallace, kde si Wallace zřídil a provozoval nahrávací studio, zatímco kapela stále nahrávala pod jménem Sharp Young Men s Morrisem, Gouldem, Bordinem a Worthingtonem. Worthington odešel krátce poté. Název skupiny byl změněn na Faith No Man kvůli vydání singlu, který obsahoval dvě ze tří písní nahraných ve Wallaceově garáži a Worthingtona nahradil Roddy Bottum. Bottum, Gould a Bordin kapelu krátce poté opustili a založili Faith No More. Jméno vybrali v září 1983, aby zdůraznili skutečnost, že „The Man“ (Morris) byl „No More“ (nikdy více), protože jeho role leadera a sklony diktovat ostatním členům kapely, co mají nosit, jím byly velmi nesympatické. Skupina hrála s několika zpěváky a kytaristy, včetně krátkého působení Courtney Love, dokud se v roce 1983 neusadila na zpěvákovi Chuckovi Mosleyem a později na kytaristovi Jimu Martinovi. Jejich první vydání pod názvem Faith No More byla stejnojmenná kazeta v roce 1983, která obsahovala živé vystoupení z tohoto roku na straně „A“ a 20minutovou instrumentální skladbu na straně „B“.

### We Care a LotaIntroduce Yourself(1985–1988)

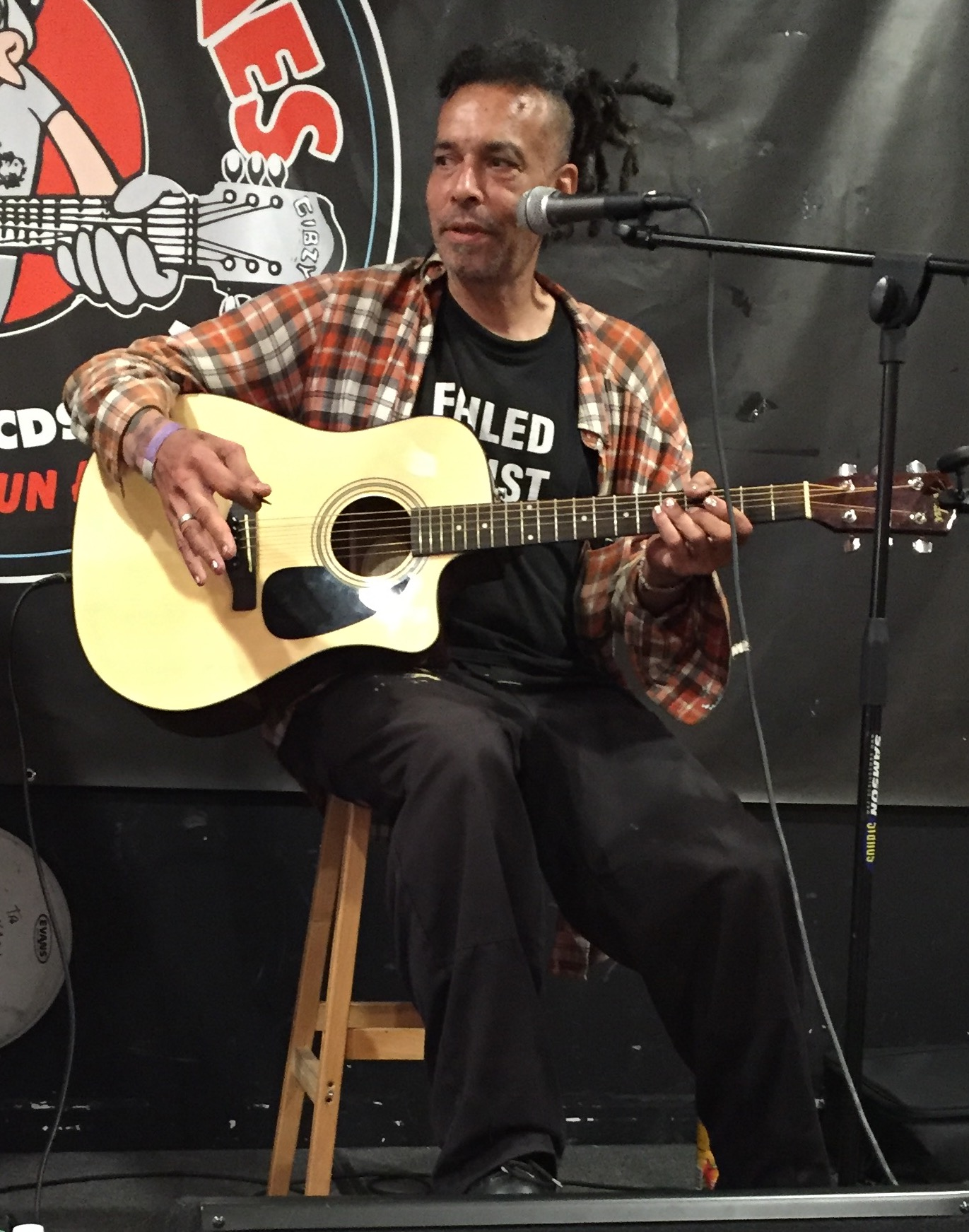
Zpěvák Faith No More Chuck Mosley, který zde působil v letecg 1984 až 1988

Po změně názvu skupina zpočátku začala nahrávat We Care a Lot bez podpory nahrávací společnosti a poté, co shromáždila své peníze, nahrála pět písní. Získali si pozornost Ruth Schwartzové, která tehdy zakládala nezávislý label Mordam Records, pod kterým kapela po získání potřebné finanční podpory album dokončila a vydala. Bylo to první oficiální vydání pro kapelu i vydavatelství.
Koncem roku 1986 podepsala Faith No More smlouvu s losangeleským labelem Slash Records pod Annou Statman. Label byl nedávno prodán dceřiné společnosti Warner Music Group London Records, což zajistilo široké vydání pro následující alba kapely. Introduce Yourself vyšlo v dubnu 1987 a přepracovaná verze titulní skladby jejich debutového alba „We Care a Lot“ zaznamenala menší úspěch na MTV. Mosleyho chování začalo být čím dál nevyzpytatelnější, zvláště během neklidného turné po Evropě v roce 1988. Mezi incidenty se zařadilo i to, že měl udeřit Billyho Goulda na pódiu během večírku k vydání alba Introduce Yourself – během kterého na pódiu usnul – a jeden z Mosleyho bedňáků se během evropského turné dostal do pěstního souboje s Martinem.. Mosley byl nakonec z kapely vyhozen po návratu domů z Evropy. Gould uvažoval: "Byly určité chvíle, kdy jsem šel na zkoušku a Chuck chtěl udělat všechny písně na akustickou kytaru. Bylo to tak daleko od cíle. Výsledkem bylo, že jsem vstal, odešel a kapelu opustil. Řekl jsem jen: 'Končím - už to déle nevydržím. Je to tak směšné'. Tentýž den jsem mluvil s Bordinem a on řekl: 'No, pořád s tebou chci hrát.' Bottum udělal totéž. Byl to další z těchto scénářů 'vyhodit někoho, aniž by ho vyhodili'." Mosley postupně upadl v zapomnění, v devadesátých letech měl poměrně vtipnou kapelu Cement. Roku 2017 zemřel.

### Mike Patton a The Real Thing(1989–1991)
Mosleyho v roce 1988 nahradil zpěvák Mike Patton, který zpíval se svou středoškolskou kapelou Mr. Bungle. Byl přijat na Martinův návrh poté, co slyšel demo Mr. Bungle. Podle Pattona se s kapelou poprvé setkal během koncertu v roce 1986 v „pizzerii“ ve svém rodném městě Eureka v Kalifornii. Dva týdny poté, co se připojil k Faith No More, napsal texty k písním, které tvořily album The Real Thing, nominované na cenu Grammy; album vyšlo v červnu 1989.
Singl "Epic" vyšel v lednu 1990 a stal se top 10 hitem. Hudební video se v roce 1990 dočkalo rozsáhlé hovysílání na MTV a rozzlobilo aktivisty za práva zvířat za zpomalený záběr ryby vyskočené z vody na souš na konci videa. Téhož roku vystoupili Faith No More na předávání cen MTV Video Music Awards 1990 (6. září) a ve 293. epizodě Saturday Night Live (1. prosince). "From Out of Nowhere" a "Falling to Pieces" byly vydány jako singly a coververze "War Pigs" od Black Sabbath byla nahrána pro nevinylová vydání. V roce 1990 se kapela vydala na rozsáhlé turné po USA a The Real Thing se v Kanadě, USA a Jižní Americe stalo platinovým. Album mělo také velká prodejní čísla v Austrálii, Velké Británii a zbytku Evropy, čímž se celkové prodeje po celém světě posunuly výrazně nad 4 miliony.
V únoru 1991 vydali Faith No More své jediné oficiální živé album Live at the Brixton Academy. Album obsahuje dvě dosud nevydané studiové skladby, „The Grade“ a „The Cowboy Song“. Ve stejném roce kapela přispěla písní „The Perfect Crime“ na soundtrack k filmu Bill & Ted's Bogus Journey. Martin si také zahrál cameo role ve filmu jako "Sir James Martin", kde hrál vedoucího "Faith No More Spiritual and Theological Center". Pattonova původní kapela Mr. Bungle v roce 1991 po celosvětovém úspěchu The Real Thing podepsala smlouvu s mateřským vydavatelstvím Slash and Reprise Records Warner Bros. Records.
Jak se Faith No More dostali na vrchol? Pětice byla rozdílná od ostatních kapel tehdejšího rockového mainstreamu, kterým přespříliš záleželo na vlastní image (jako např. Marilyn Manson). Neupravení, neholení, neučesaní, rozšklebení, barevní, Patton navíc předváděl na pódiu hotové šílenosti. Zahráli si před kapelami Metallica a Guns N' Roses, kterým společně se Soundgarden předskakovali i na pražské zastávce 20. května 1992.

### Angel Dust(1992–1994)

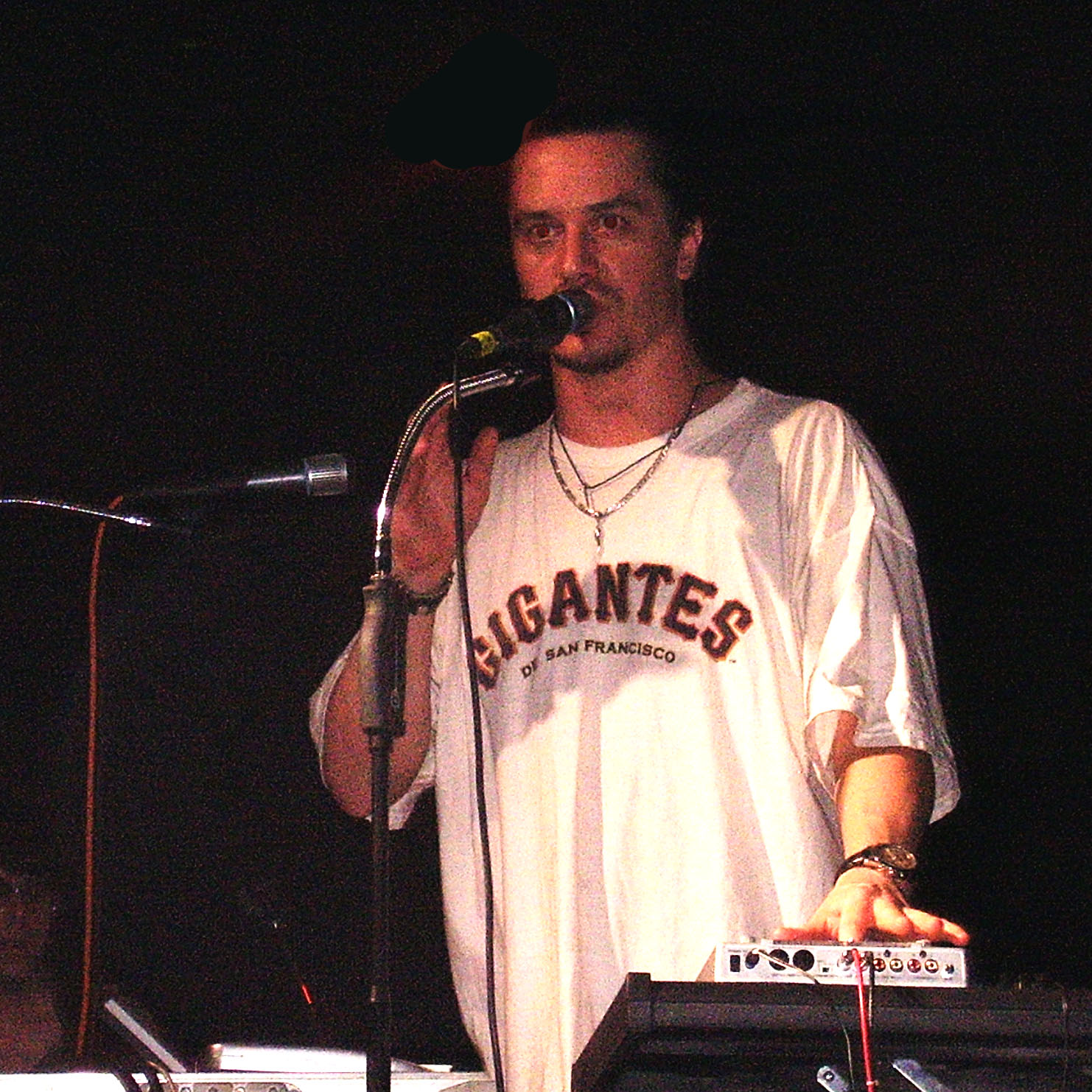
Zpěvák Mike Patton který se k Faith No More připojil roku 1988

Na svém dalším albu Angel Dust, které vyšlo v červnu 1992, Faith No More projevili ještě experimentálnější úsilí. Jeden kritik napsal, že album je „jednou z nejkomplexnějších a jednoduše matoucích nahrávek, jaké kdy velké vydavatelství vydalo“, a další, že singl „A Small Victory“, který, jak se zdá, vede Madame Butterfly skrze Metallicu a Nile Rodgerse. [...] odhaluje vyvíjející se možnosti pro kombinování nepravděpodobných prvků do překvapivě originálních směsí.“
Kromě „A Small Victory“ (který získal nominaci za nejlepší umělecký směr na MTV Video Music Awards) byly také vydány skladby „Midlife Crisis“ a „Everything's Ruined“ jako singly. Album obsahovalo novou nahrávku námětu k filmu Půlnoční kovboj a pozdější vydání zahrnovaly coververzi „Easy“ od The Commodores, která se v některých částech světa stala největším hitem skupiny. Angel Dust se umístilo v žebříčku Billboard 200 o jedno místo výše než The Real Thing, ale v USA tak komerčně úspěšné nebylo, prodalo se tam 665 000 kopií. V mnoha dalších zemích se ho prodalo více než alba The Real Thing. V Německu obdrželo zlatou certifikaci za prodej více než 250 000 kopií. Album se také vyrovnalo prodejům The Real Thing v Kanadě (Platina) a Austrálii (Zlato) a překonalo je v Nizozemsku, Francii, Rusku a Velké Británii. Celosvětové prodeje se pohybují kolem 3,1 milionu kopií.
Po turné na podporu Angel Dust v létě 1993 kapelu kvůli vnitřním sporům opustil dlouholetý kytarista Jim Martin. Údajně nebyl spokojený se změnou hudebního směru kapely u alba Angel Dust, nazýval to „gay disco“. Podle Bottuma byl Martin vyhozen faxem. Martin sám uvádí, že odejít bylo jeho rozhodnutí. Jak kytarista skupiny Godflesh Justin Broadrick, tak kytarista Killing Joke Geordie Walker byli po Martinově odchodu údajně pozváni, aby se připojili k Faith No More, ale odmítli. Pozici obsadil Pattonův kolega z kapely Mr. Bungle Trey Spruance, který ale odešel poté, co v roce 1995 nahrál  King for a Day... Fool for a Lifetime těsně předtím, než skupina měla začít světové turné. Spruance byl nahrazen klávesovým technikem kapely Deanem Mentou.
V témže roce kapela navštívila Českou republiku, když 15. června vystoupila v Pražské sportovní hale (Tipsport Aréně).

### King for a Day...,Album of the Yeara rozpad (1995–1998)
Páté studiové album Faith No More King for a Day... Fool for a Lifetime vyšlo v březnu 1995 a stylově se velmi liší od písně k písni; punk, country, jazz, bossa nova, thrash metal, gospel spolu s dalšími typickými prvky FNM jsou protkány celým albem. Singly zahrnovaly „Digging the Grave“, „Evidence“ a „Ricochet“. Album představovalo Treye Spruance z kapely Mr. Bungle na kytaru. Nahrávka ve Spojeném království, Austrálii, Novém Zélandu, Nizozemsku a Německu získala zlato, což dalo albu úctyhodné prodejní číslo kolem 1,5 milionu kopií, ale číslo bylo výrazně nižší než prodeje jejich předchozích alb. Vyšla sada singlů o rozměrech 7 x 7 palců, která obsahovala B-strany a některé rozhovory mezi písněmi. O písni „Ricochet" se povídá, že byla napsána v den smrti Kurta Cobaina, tudíž se často na setlistech kapely uvádí jako „Nirvana".
Album of the Year vyšlo v červnu 1997 a představil se na něm další nový kytarista Jon Hudson, který byl bývalým spolubydlícím Billyho Goulda. Album debutovalo v některých zemích mnohem výše, než se očekávalo (například v Německu album debutovalo na 2. místě a v žebříčku se udrželo 5 měsíců). V Austrálii se Album of the Year dostalo na první místo a bylo certifikováno jako platinové. V mnoha zemích Evropy se album dostalo do hitpará. Dosud se celosvětově alba prodalo kolem 2 milionů kopií. Singly „Ashes to Ashes“ a „Last Cup of Sorrow“ měly minimální úspěch (zejména hudební video k „Last Cup of Sorrow“, ve kterém hrála herečka Jennifer Jason Leigh, bylo inspirováno filmem Alfreda Hitchcocka Vertigo). „Stripsearch“ vyšel jako singl v různých zemích (kromě USA a Spojeného království). Album v té době obdrželo převážně negativní recenze od kritiků z USA. Časopis Rolling Stone ve své původní recenzi napsal: „[Oni] se zoufale potácejí, tápají po smyslu pro identitu a směr v desetiletí, které je zjevně považuje za irelevantní“, zatímco Pitchfork Media uvedli: „Album roku zanechává jeden pocit jako probuzení a nalezení včerejšího použitého kondomu – jistě, jízda byla zábavná, dokud to trvalo, ale to, co zůstalo, je prostě hnusné. A rozhodně to nechcete ve svém CD přehrávači.“ Po vydání alba v roce 1997 Faith No More koncertovali s Limp Bizkit, kteří byli fanoušky Faith No More často vypískáni.
Počátkem roku 1998 se začaly šířit zvěsti o blízkém zániku Faith No More; počínaje příspěvkem do diskusní skupiny Faith No More alt.music.faith-no-more s tvrzením, že Mike Patton opustil skupinu ve prospěch vedlejších projektů. Tato fáma, tehdy popřená, se ukázala být alespoň částečně pravdivá. Mike Bordin jel na turné s Ozzy Osbournem, Mike Patton s Mr. Bungle a Roddy Bottum hrál v Inperial Teen. Faith No More odehráli své poslední vystoupení v Lisabonu v Portugalsku 7. dubna 1998. Kapela zrušila své plánované podpůrné turné pro Aerosmith a 20. dubna Billy Gould vydal prohlášení e-mailem a faxem, ve kterém uvedl, že „Po 15 dlouhých a úspěšných letech se FNM rozhodli, že učiní konec spekulacím o jejich rozpadu, tím že se rozpadnou. Je to společné rozhodnutí všech členů, a proto už není žádný důvod pokračovat dalším albem. Dalším důvodem je to, že každý bude mít mnohem víc času na své individuální projekty. Nakonec to nejdůležitější, kapela chce poděkovat všem fanouškům a asociacím, které byli kapele FNM po dobu jejího trvání nakloněni.“
V České republice svůj poslední koncert odehráli na legendárním Open Air Music Festivalu v Trutnově v srpnu 1997. Byl to výjimečný a nezapomenutelný koncert, který určil tvář celé festivalové scéně v Čechách a na Slovensku. 

### Reunion (2009–2012)
Od konce listopadu 2008 se objevovaly zvěsti, že se Faith No More znovu sejdou na koncertech ve Spojeném království v létě 2009 ale baskytarista Billy Gould je původně odmítl. Vysvětlil: "Pokud by se něco takového mělo stát, muselo by to pocházet od kapely a s nikým z nich jsem nemluvil více než rok. Takže pokud vím, není o čem mluvit. A jsem si docela jistý, že kdybyste kontaktovali Pattona, řekl by vám to samé.“
Nicméně 24. února 2009, po měsících spekulací a fám, Faith No More oznámili, že obnoví sestavu identickou s érou alba Album of the Year a vyrazí na reunion turné nazvané The Second Coming Tour. Aby se shodovalo s reunion turné kapely, Rhino vydalo ve Spojeném království 8. června šestou kompilaci Faith No More, The Very Best Definitive Ultimate Greatest Hits Collection, dvojalbum, které obsahuje jejich hitové singly a b sides & rarity. Faith No More pak hráli na velkých evropských festivalech včetně Download Festivalu ve Velké Británii v červnu, festivalech Hurricane a Southside v Německu, festivalu Greenfield ve Švýcarsku, Hove v Norsku a Roskilde v Dánsku mimo další místa. Turné pokračovalo do roku 2010 vystoupeními na Soundwave Festivalu v australských městech v průběhu února a března. Během turné kapela přidala do svého repertoáru covery včetně "Poker Face" od Lady Gaga a "Switch" od Siouxsie and the Banshees.
17. srpna 2009 kapela zavítala do pražské Tesla arény, kde před fanoušky zahrála hity jako Midlife Crisis, Epic, Last Cup Of Sorrow, From Out Of Nowhere nebo třeba Just A Man.
Po jedenáctiměsíční pauze odehráli Faith No More v listopadu 2011 čtyři vystoupení v Jižní Americe. Na prvním (8. listopadu 2011) kapela zahrála „tajemnou píseň“, což vedlo ke spekulacím o novém materiálu.  Na Sonisphere ve Francii hráli 7. července 2012. Po několika dalších vystoupeních v Evropě během roku 2012 se Faith No More opět dočasně stali neaktivními. Mike Patton strávil rok 2013 na turné se svou reformovanou rockovou superskupinou Tomahawk, zatímco ostatní členové kapely se také věnovali svým vlastním vedlejším projektům. V červenci 2013 Billy Gould potvrdil, že přestávka kapely nebude trvalá, a řekl: „Uděláme něco znovu, až když se na to všichni členové zaměří a budou připraveni na výzvu. Na tohle není čas... zatím. 
V rozhovoru z roku 2015 Roddy Bottum řekl, že kapela původně zamýšlela reformovat se s kytaristou Jimem Martinem pro jejich reunion turné, ale nestalo se tak.

### Sol Invictus, přestávka a koncertování (2015–dosud)
29. května 2014 Faith No More zveřejnili zprávu (spolu s fotografií Mika Pattona) na svém twitterovém účtu, v níž stálo, že „to shledání bylo zábavné, ale teď je čas začít trochu kreativně“. 4. července Faith No More odehráli svou první show po dvou letech v Hyde Parku v Londýně, kde podpořili Black Sabbath. Na této show Faith No More debutovali dvěma novými písněmi „Motherfucker“ a „Superhero“ (fanoušky také známé jako „Leader of Men“). 20. srpna kapela zveřejnila že „The Reunion Tour je u konce; v roce 2015 se věci změní.“ Tyto tweety vedly ke spekulacím, že kapela pracuje na novém materiálu. 30. srpna Gould řekl, že skupina „zvažuje udělat něco nového“ a může začít pracovat na novém studiovém albu někdy v nepříliš vzdálené budoucnosti a vysvětlil, „udělat něco kreativního by bylo opravdu dobré.“ 2. září Bill Gould prozradil časopisu Rolling Stone, že skupina začala pracovat na novém albu. Faith No More byli v únoru a březnu 2015 tahouny poslední štace australského festivalu Soundwave.
Skupina vydala své sedmé studiové album Sol Invictus v květnu 2015. Písně na albu byly ovlivněny The Cramps, Link Wrayem a Siouxsie and the Banshees. V rozhovoru pro časopis Revolver Gould popsal píseň „Cone of Shame“ jako „rock and roll založený na blues“. Při popisu písně "Matador" řekl: "části z ní mi připomínají první album Siouxsie and the Banshees. Použili jsme skutečná piana a to do hudby vnáší tuto organickou kvalitu." Druhý singl z alba, „Superhero“, sdílela kapela 1. března 2015.
V srpnu 2016 skupina odehrála dva koncerty s bývalým zpěvákem Chuckem Mosleym na oslavu reedice svého debutového alba We Care a Lot. Skupina byla úváděna jako "Chuck Mosley & Friends" pro dvě vystoupení a představovala sestavu Mosley, Mike Bordin, Billy Gould, Jon Hudson a Roddy Bottum.
Bývalý zpěvák Faith No More Chuck Mosley zemřel 9. listopadu 2017 na „nemoc ze závislosti“. Bylo mu 57 let.
V únoru 2018 bylo oznámeno, že se začal natáčet dokumentární film o zesnulém bývalém frontmanovi Faith No More Chucku Mosleym; s názvem Thanks. And Sorry: The Chuck Mosley Movie, film režíruje a stříhá Drew Fortier a produkuje Douglas Esper.
23. listopadu 2019 Faith No More aktualizovali své oficiální webové stránky a účty na sociálních sítích o obrázek loga kapely s osmicípou hvězdou před sněhem pokrytým vrcholem hory, doprovázený hodinami odpočítávajícími do 26. listopadu 2019; k poslednímu datu kapela oznámila své první koncerty po pěti letech, které se měly konat v Evropě v červnu 2020, včetně festivalu Sunstroke v Irsku, Hellfestu ve Francii a Tons of Rock v Norsku. O necelých čtyřiadvacet hodin později byl na seznam festivalových termínů kapely přidán Mad Cool Festival v Madridu ve Španělsku, plánovaný na červenec 2020. Následně přesunuli většinu svých termínů turné, včetně australské a evropské části, na rok 2021 kvůli pandemii COVID-19. Skupina měla odehrát dvě vystoupení na Banc of California Stadium v Los Angeles se System of a Down, Helmet a Russian Circles, které se původně měly konat 22.–23. května 2020, ale byly kvůli pandemii dvakrát odloženy. Faith No More byli nahrazeny skupinou Korn. Skupina měla hrát další vystoupení v září 2021, ale ty byly také zrušeny z důvodů duševního zdraví Mika Pattona. V rozhovoru pro The Guardian v roce 2022 Patton prozradil, že se členy Faith No More nemluvil od prvního zrušení vystoupení, takže budoucnost kapely zůstává otázkou. V říjnu 2024 klávesista Roddy Bottum uvedl, že skupina je na „polopermanentní pauze“.

## Členové skupiny
- Roddy Bottum, klávesy: 1982–1998, 2009–2012
- Billy Gould, basová kytara: 1982–1998, 2009–2012
- Mike „Puffy" Bordin, bubeník: 1982–1998, 2009–2012
- „Big" Jim Martin, kytarista: 1983–1993. Pracoval na albech We Care a Lot, Introduce Yourself, The Real Thing a Angel Dust
- Mike Patton, zpěvák: 1988–1998, 2009–2012. Svým nezaměnitelným rukopisem poznamenal alba The Real Thing, Angel Dust, King for a Day, Album of the Year a Sol Invictus
- Chuck Mosley, zpěvák: 1983–1988. Pracoval na We Care a Lot a Introduce Yourself
- Jon Hudson, kytarista: 1997–1998, 2009–2012. Hrál na albu Album of the Year
- Dean Menta, kytarista: 1995–1997. Hrál na turné k příležitosti vydání alba King for a Day
- Trey Spruance, kytarista: 1995. Hrál na albu King for a Day… Fool for a Lifetime
- Mark Bowen, kytarista: 1983
- Wade Worthington, klávesy: 1982
- Courtney Love, zpěvačka: 1983

## Diskografie
Texty písní najde na diskografie.cz.

### Živě nahraná alba
- 1991 – Live at the Brixton Academy

### Studiová alba
- 1985 – We Care a Lot
- 1987 – Introduce Yourself
- 1989 – The Real Thing
- 1992 – Angel Dust
- 1995 – King for a Day... Fool for a Lifetime
- 1997 – Album of the Year
- 2015 – Sol Invictus

### Výběry
- 1998 – Who Cares a Lot?
- 2003 – This Is It: The Best of Faith No More
- 2005 – Epic And Other Hits
- 2005 – The Platinum Collection
- 2008 – The Works
- 2009 – The Very Best Definitive Ultimate Greatest Hits Collection

### Singly
- 1987 – We Care a Lot
- 1988 – Anne's Song
- 1989 – From Out Of Nowhere
- 1990 – Epic
- 1990 – Falling to Pieces
- 1992 – Midlife Crisis
- 1992 – Land of Sunshine
- 1992 – A Small Victory
- 1992 – Everything's Ruined
- 1993 – Easy
- 1993 – Songs to Make Love To
- 1994 – Another Body Murdered (with Boo-Yaa T.R.I.B.E.)
- 1995 – Digging the Grave
- 1995 – Ricochet
- 1995 – Evidence
- 1997 – Ashes To Ashes
- 1997 – Last Cup Of Sorrow
- 1997 – Stripsearch
- 1998 – I Started a Joke

### Soundtracky
- 1991 – Neskutečná cesta Billa a Teda – Soundtrack: zahráli The Perfect Crime
- 1993 – Rozsudek noci – Soundtrack: s Boo-Yaa TRIBE hráli Another Body Murdered

### Tribute compilations
- 2002 – „Tribute of the Year: A Tribute to Faith No More"

## Vydaná DVD
- Live At The Brixton Academy, London: You Fat Bastards/Who Cares A Lot?: The Greatest Videos. Ukázka z koncertu: War Pigs

## Trivia
Ve známém válečném filmu Černý jestřáb sestřelen z roku 2001 zazněla píseň „Falling to Pieces“.
V říjnu 2004 byla Midlife Crisis použita v populární hře Grand Theft Auto: San Andreas, jako jedna z písniček v in-game „Rádiu X“.
Hudební video z „Last Cup of Sorrow“ je založeno na filmu Alfreda Hitchcocka Vertigo.
Song „Midlife Crisis“ se objevil v populární videohře Grand Theft Auto: San Andreas a Tony Hawk's Underground 2.
Písnička „From Out of Nowhere“ použita v EA Sports simulaci amerického fotbalu Madden NFL 2005.
Ve hře Burnout Paradise zazněla píseň Epic.